# IRAS彗星 (126P)
IRAS彗星 (126P/IRAS) とは、赤外線天文衛星IRASが発見した周期彗星である。
IRASは周期彗星を2個発見しており、もうひとつはハートレー・IRAS彗星 (161P/Hartley-IRAS) である。IRASの名が単独でつく彗星のうち、回帰が確認されている彗星はこの126Pのみである。
木星族彗星であるが、近日点距離は火星軌道の外側で、遠日点距離は土星軌道にほぼ接している。軌道傾斜角は45度も傾いているが、遠日点で土星軌道に近づくので、土星とかなり接近することがある。1950年12月7日には、土星からたった785万km(0.05248AU)という近い距離を通過した。IRAS彗星はこの軌道を13.41年かけて公転している。
IRAS彗星の絶対等級は8.8等級であり、核の直径は3.2kmと推定されている。